# 片岡亮
片岡 亮（かたおか りょう、1973年6月3日 - ）は、日本のジャーナリスト。元格闘家でリングネームは片岡"幻"亮、幻。

## 人物
格闘家としてリングに上がりながら、取材活動を続けている異色のジャーナリストである。
K-1、プロレス、キックボクシング、総合格闘技などで試合をしており、格闘技界の内側・外側に精通するほか、記者としては夕刊フジや週刊朝日、サンデー毎日、実話ナックルズなどで芸能を中心に、格闘技や社会事件、都市伝説などのアングラ話など幅広く取材・記事を手がけており、綾瀬女子高生コンクリート殺人事件については犯行少年のその後を追跡、オウム真理教の地下鉄サリン事件に関与したとして警察から指名手配されていた菊地直子についても、海外潜伏の可能性を追って、菊地の逮捕前に海外取材を行なったこともある。
プロレス、プロボクシング、格闘技の取材では過去、ナイタイスポーツなどで現場記者として取材をしており、自らが出場するプロレス興行では試合と取材とを兼任していたこともあった。また、テレビ番組やラジオなどでの露出では「ジーパン刑事」の愛称で呼ばれている。
学生時代は短編小説を雑誌に連載。卒業後にプロレス団体所属を経て、アメリカやメキシコでホームレスでのヒッチハイク放浪生活を数年に渡って行なっていたことが雑誌LAPOOのインタビュー記事などで明かされており、その後は20代半ばまで米・ニューヨークの音楽レーベル「SOUND+VISION」「KEN MUSIC」や米・インディアナポリスの商社で勤務。97年よりスポーツ紙記者に転身。
2016年、自身が率いていた取材チーム「拳論！」をプロダクション化、海外取材チームと提携した「NEWSIDER TOKYO」を新たに創立。プロのライターを集めて「代表」を名乗る。
タレントの片岡優香は妹。従兄弟に元レーサー・現モータージャーナリストの中谷明彦がいる。愛猫家で保護活動も行っている。

## ジャーナリスト
格闘技取材においては、片岡が格闘家として活動した経験や人脈に基づく取材をしている。かねてから熱心なボクシングファンであり、特に亀田三兄弟に関してはデビュー間もない2004年から問題を指摘した批判記事を書いており、夕刊フジでも同様の記事や連載コラムを配信、さらにテレビのニュース番組、ワイドショー番組に出演し事態の内幕を語っている。
テレビ出演でも格闘技をはじめ芸能、社会事件などを情報番組などで解説しているが、2011年に放送の『芸能★BANG! → 芸能★BANG+』（日本テレビ）では芸能ネタを披露している。その独特のキャラクターから司会者のフットボールアワーの後藤輝基の命名により、ジーパン刑事のニックネームが付いた。
近年はTOKYO MXの「モーニングCROSS]の出演が多く、一時は芸能コーナーで週5日のレギュラー出演となったこともある。

## 格闘家
学生時代にアマチュアキックボクシングで都大会で重量級3連覇、プロレス団体の WAR、オリエンタルプロレス、新格闘プロレスなどを渡り歩いた後、キックボクサーとして全日本キックボクシング連盟でプロデビューもアメリカに渡ってバート・ベイル道場に所属、1995年10月1日、アメリカオハイオ州トレド、対タグ・ウィーリング戦で再デビュー。1996年にスティーブン・ワイクスを下しIKF王座を獲得している（J-NETWORKの1997年に正式独立したが、分裂前の段階ですでに早稲田ジムに所属）。キックボクシングの戦績はアマ含め48戦無敗のままだったが、Ｋ-1、ムエタイなど他競技では敗戦もあった。
アメリカ・テキサス州のBIG TIME WRESTLINGでは「プロフェッサー・タデオ・タカダ」のリングネームで試合をしており、当時の片岡の試合映像がネット上に公開されている。
1997年10月12日、国際プロレスにてリングネームを幻としたマスクマンで初登場、喧嘩プロレス二瓶組に所属してプロレスラーとしての活動が増える。
K-1に数回の出場歴があり、1998年12月13日の「K-1 GRAND PRIX '98 決勝戦」（東京ドーム）においては、鈴木政司に1R1分25秒TKO負けした。
2002年にはプロレス活き活き塾・無限の旗揚げ記者会見に取材記者として出席したが、辛口の質問をしたことから団体代表の久世和彦塾長と論争になり、このバトルが旗揚げ興行への参戦に発展。現実とリンクした絶妙なアングルが話題になり、同団体のトップヒールとして数々の話題を提供した。会場の観客に対しても挑発的で「帰れ帰れ、家にじゃねぇぞ…世間にだ」とユニークなセリフで大いに場内を沸かせた。ただ、旗揚げ戦のメインイベントではブック無視で対戦相手の佐野直をリアルに失神KOさせた上で「打ち合わせのないプロレスっていいね」と問題発言したことで週刊プロレスの鶴田倉朗記者にその場で「今後一切掲載拒否する」と通達されている。実際に試合映像を見ても蹴りがプロレス風には見えない角度で佐野の顔面などに入っている。
また、DDTプロレスリングの地方興行においては木村浩一郎とのセメントマッチ（頭突きあり総合格闘技ルール）に挑んで失神KOされ、その興行を報じた記事では当該試合以降のレポートが書かれていなかった、という逸話もある。
その後はプロレスより格闘技主体となり、格闘技イベントMEGA-FIGHTを主戦場とし、2001年2月4日には16名参加の第１回総合格闘技トーナメントで大塚裕一、 大杉勇、サンボ王者の鈴木光浩を連破して優勝した。海外では他にサムライ、カタナなどのリングネームでタイやカンボジアでのムエタイ出場経験もある。総合格闘技ではキングダムなどに出場。
2002年6月29日、金町地区センターにて元全日本スーパーミドル級１位の唐沢仁義にKO勝ち。
2002年9月15日、カンボジアでのビルマ拳法大会でヴィナラ・チェチェンサオに勝ち。
2002年12月14日、名古屋で唐沢との再戦にKO勝ちを収める。
2003年1月、タイにて元ラジャダムナンジュニアフェザー級王者のテーワリットノーイSKVに判定負け。
2003年4月27日、ディファ有明にて鈴木光浩に三角締めで一本勝ち。
2003年6月22日、国立ニューシティホールにて木村悦也にTKO勝ち。
2003年8月17日、国立ニューシティホールにて仙仁蒼にKO勝ち。
2005年4月4日、箱根仙石原文化会館にて宮根宏和にTKO勝ち。
2005年6月12日、ハワイでモーガン・フラクに判定負け。
2006年4月29日、梶ヶ谷ＪＵＫＩにて富良野健にTKO勝ち。
2006年8月29日、カリム・ビドウチにKO勝ち。
2007年4月21日、カンボジアでのビルマ拳法大会でヴィナラ・チェチェンサオに判定負け。
2007年8月21日、ロシア・モスクワでのキックボクシング大会でハイネド・ザホラノフに判定負け。
2009年9月2日、ベイサイドクラブにて力王に勝利。
2009年12月28日、茅ヶ崎マリーナにて蛭田一男にKO勝ち。
2010年1月18日、金町地区センター「KICKBOXING1」にて蜂巣真澄にKO勝ち。
2010年10月9日、アブダビで開催のキックボクシング大会でムハマド・アリ・ブラウンに勝利。

## 亀田兄弟との裁判
ブログに事実と異なる内容の記事を掲載され名誉を毀損（きそん）されたとして、亀田３兄弟の長男興毅と三男和毅が、片岡に計2000万円の損害賠償などを求めた訴訟の判決で、2016年1月27日東京地裁（中吉徹郎裁判長）は、「ブログの内容は真実とは言えず、裏付け取材も十分と認められない」と判断し、計300万円の支払いを命じた。判決によると、片岡は2013年9月、次男大毅の世界タイトル戦について自身のブログで触れた際、「試合の舞台裏で、亀田陣営が日本ボクシングコミッション職員に対し暴行やどう喝を行った」などと記載した。片岡側が控訴しなかったことで判決は確定した。

## 主な著書
- 『マッキントッシュPage Maker4.5J入門』
- 『スポーツマスコミが隠し続ける「あの事件」の闇と真相』（ミリオン出版）
- 『芸能界黒い噂の真相』（ミリオン出版）
- 『死の真相―有名人50人のDEATH REPORT』（ミリオン出版）
- 『危ないミクシィ―大流行!SNSの闇』
- 『アイドルタブー黒い噂の真相』（ミリオン出版）
- 『消えた殺人者たち』（ミリオン出版）
- 『劇画死の真相』（ミリオン出版）
- 『恐怖の都市伝説』（ミリオン出版）
- 『THE 都市伝説』（ミリオン出版）
- 『最凶怪奇譚こわい話』（ミリオン出版）
- 『日本恐怖伝説』
- 『日本怪奇伝説』
- 『暗黒都市伝説』
- 『恐怖の都市伝説ファイナル』
- 『格闘伝説』
- 『怖い噂の真相』（ミリオン出版）
- 『日本の黒い事件〜封印された恐るべき真相』（ミリオン出版）
- 『都市伝説完全ファイル』（ミリオン出版）
- 『闇の支配者たち』（ミリオン出版）
- 『日本のタブー The Best』（ミリオン出版）
- 『芸能界ザ・タブー』（ミリオン出版）
- 『タブーなき原発事故調書』（鹿砦社）
- 『宗教 黒い報告書 ダークサイド・レポート』（ミリオン出版）

## テレビ出演

### テレビ朝日
- スーパーJチャンネル
- サタデースクランブル
- サンデースクランブル
- ワイド!スクランブル
- サンデースクランブル
- スーパーモーニング
- やじうまプラス
- モーニングバード
- トゥナイト2
- 言いにくいことをハッキリ言うTV
- 報道ステーション
- グッド!モーニング
- 週刊ニュースリーダー
- モーニングバード
- 羽鳥慎一モーニングショー

### 日本テレビ
- 芸能★BANG! → 芸能★BANG+

### フジテレビ
- 情報プレゼンター とくダネ!
- 情報ライブ EZ!TV
- フジテレビからの～!

### TBS
- 白熱ライブ ビビット
- Nスタ

### TOKYO MX
- 5時に夢中!
- モーニングCROSS（月～金コーナー出演ほか）

### NOTTV
- 青木隆治のエンタメまるっとLIVE（木曜レギュラー）

### テレビ東京
- くだまき八兵衛
- 解禁!暴露ナイト
- やりすぎ都市伝説

### BeeTV
- 本当にいた!衝撃の仕事人!(秘)職業24時!スキャンダルを追え!芸能スクープ記者に完全密着!

### 讀賣テレビ放送
- あさパラ!

### ニコニコ生放送
- ニコ生ナックルズ
- 芸能番リターンズ
- 月刊リングス

## ラジオ出演

### BayFM
- POWER BAY MORNING
- BAY LINE GO!GO!

### ラジオ日本
- 峰竜太のミネスタ　不定期パーソナリティ

### 文化放送
- Blendy stick スマート男子とキレカワ女子のスティックブレイク

### TBSラジオ
- ニュース探究ラジオ Dig
- 荻上チキ・Session-22

ニッポン放送
- 辛坊治郎ズーム そこまで言うか!